# Higashiura
Higashiura (東浦町?) è una cittadina giapponese della prefettura di Aichi.